# José Esteban de Montt Cabrera
José Esteban de Montt Cabrera (Lima, Perú, 1709-Santiago, Chile, 6 de febrero de 1782, sepultado en la Iglesia de La Merced) fue un militar y estanciero español, miembro de la familia Montt en Chile.

## Ascendencia
Fue hijo de José de Montt y Monte de Rivera (San Pedro Pescador, Gerona, Cataluña, España, 1672-Santiago, 1735), avecindado en Chile y genearca de la familia Montt en dicho país. Fue capitán de Infantería del Presidio de Concepción y del Comercio de Santiago, donde tuvo tienda en la calle del Rey (actual calle Estado), casado en la  Parroquia del Sagrario de Santiago el 9 de agosto de 1703 con Adriana de Cabrera Alguacil (var. de Cabrera y Paredes) (Huara, Perú, 12 de junio de 1678-Santiago, 22 de marzo de 1757, testó ante José Hidalgo en La Ligua el 9 de noviembre de 1752.
Fue nieto paterno de José de Montt y Barrera (San Pedro Pescador, Gerona, Cataluña) Bayle y Regidor de esa localidad, (hijo de Miguel de Montt y Robau, y de Angela de Barrera, hija de Francisco de la Barrera y Angela Desclaus) y de Catalina Monte de Rivera (San Pedro Pescador), hija de Miguel de Rivera Berenguer, (Bayle y Regidor varias veces de San Pedro Pescador) y María Cros 
Nieto materno de Luis de Cabrera, oriundo de Granada, (hijo de Juan de Cabrera y Clara Espín de Arroyo; naturales de Cataluña) y de Isabel Alguacil de Paredes (* Caylloma, Arequipa, Perú), hija de Francisco Alguacil de Paredes, natural de Don Benito, Extremadura y de Juana de Padilla, natural de Caylloma.

## Llegada a Chile
Avecindado en Chile con sus padres, fue Teniente General, dueño de las estancias de Acuyo y Tapihue en Casablanca en 1741, Superintendente de la villa de Santa Bárbara, fundada en tierras concedidas por él en 1755;

## Matrimonio
Contrajo matrimonio con Mariana Prado de Rojas, (n. Casablanca 8 de febrero de 1714, f. Santiago, 22 de noviembre de 1798, sepultada Iglesia de San Francisco).
Hija de Pedro Fernando Luis José Diego de Prado y Carrera, y Petronila de Rojas y la Barrera, ((var. Prado de la Canal)  Sucesora en segunda vida de la Encomienda de su padre), en la Parroquia del Sagrario, Santiago, 18 de octubre de 1735.